# Граман TBF авенџер
Граман TBF авенџер (енгл. Grumman TBF Avenger) је био амерички торпедни бомбардер за операције са носача авиона из периода Другог светског рата. Производила га је фабрика Граман. Познат је и под ознаком TBM која се односи на авионе које је по лиценци производила фирма Џенерал Моторс. Развијен је првенствено за Америчку ратну морнарицу и Америчке маринце. У употребу је ушао 1942. године и прво деловање је имао током битке код Мидвеја. TBF авенџер је заједно са авионом Кертис SB2C хелдајвер био један од највећих покора за јапанске трговачке и ратне бродове.

## Развој
Дагласов  девастатор био је примарни торпедни бомбардер Америчке морнарице, уведен још 1935. године, али је застарео већ 1939. године и стога је требало пронаћи адекватну замену. Неколико фирми се пријавило на конкурс за пројектовање новог авиона, а победио је Граманов TBF. Авион је пројектован почетком 1941. године и конструисан је први прототип који је назван XTBF-1. Иако Лерој Грамана никад раније није радио такав тип авиона заједно с другим пројектантима се с вољом дао на посао заснивајући свој пројекат на ловачком авиону  вајлдкет. Труп је био здепаст, конфигурација средњокрилца и четвртасте носеће површине. Иако се један од прва два прототипа срушио у близини места Брентвуд, производња се ипак убрзано наставила. Први авион серијске производње морнарица је примила у јануару 1942. године и јединице су почеле убрзано да се упознају са новим торпедним бомбардером.

## Опис авиона
Граманов први торпедни бомбардер је био најтежи једномоторни авион Другог светског рата и био је такође први авион на којем је представљен нови механизам за склапање крила с циљем добијања додатног простора на носачима авиона. Граман  и касније верзије Вајлдкета су поседовале сличан механизам, као и  хелкет. Мотор авиона је био Рајт R-2600-20 који је производио 1900 КС / 1417 kW. Посаду су чинила три члана: пилот, задњи стрелац и радио оператер / бомбардер / доњи стрелац.
Током Битке код Мидвеја све три торпедне групе са носача Ју-ес-ес Хорнет (енгл. USS Hornet), Ентерпрајз (енгл. USS Enterprise) и Јорктаун (енгл. USS Yorktown) су претрпели огромне губитке. Једна група је имала само једног преживелог члана посаде. Прва пошиљка Авенџера је пристигла на носаче тек неколико сати пре него што је исти испловито из Перл Харбора (док је 6 авиона учествовало у бици делујући директно са острва Мидвеј, од чега је 5 оборено, а један се вратио тешко оштећен без једног члана посаде који је погинуо).
Авенџер је имао велики спремник за бомбе испод трупа у којем је могао носити један Марк XIII торпедо, или једну бомбу од 907 kg или 4 бомбе од 227 kg. С добром радио опремом, добрим управљањем и великим долетом Авенџер је био бољи од било којег претходног америчког торпедног бомбардера, као и од конкурентског јапанског Накаџима Б5Н „Кате“. Касније верзије Авенџера су носиле радарску опрему за антиподморничко деловање као и за рана упозорења од наиласка непријатеља. Како је радарска опрема у то време била на почетку свог развоја и врло незграпна, тако је Авенџер био једини авион у који се иста могла уградити, што није било могуће на мањим и бржим ловачким авионима. Морнари на пратећим носачима авиона су сматрали Авенџер лаком метом због његове величине и скромних маневарских способности у односу на F4F вајлдкет.

## Оперативна употреба
Поподне 7. децембра 1941. године компанија Граман је одржавала церемонију отварања нове фабрике и представљања TBF авенџера јавности. Истог дана Јапанци су напали Перл Харбор. Након тога фабрика је кренула са производњом и почетком јуна 1942. године морнарици је испоручено више од 100 примерака авиона (од којих је већина стигла прекасно да би учествовала у бици код Мидвеја).
Ипак, 6 авиона TBF-1 је било присутно на архипелагу Мидвеј у саставу торпедне ескадриле број 8 (VT-8), док је остатак ескадриле летео на девастат с носача Ју-ес-ес Хорнет. Нажалост и једни и други су доживели тешке губитке са само једним преживелим авионом. Ипак им се приписују заслуга за одвраћање пажње Јапанаца са обрушавајућих бомбардера SBD донтлиса.
Аутор Гордон Пранџ у књизи „Чудо код Мидвеја“ енгл. Miracle at Midway тврди да су застарели  девастатори и недостатак нових авиона допринели томе што са њима није постигнута потпуна победа код Мидвеја (уместо тога 4 јапанска носача су потопили обрушавајући бомбардери). Други наводе да су узрок неуспеха торпедних бомбардера били неискусни амерички пилоти и недостатак подршке ловаца. Касније током рата побољшаном ваздушном супериорношћу, координацијом напада и са искуснијим пилотима Авенџери су били способни за обављање кључних улога у наредним биткама против јапанских снага.
Дана 24. август 1942. године одиграла се следећа велика поморска битка - Битка код источних Соломона. 24 авенгера са носача Ју-ес-ес Саратога (ЦВ-3) и Ентерпрајз (ЦВ-6) су успели потопити јапански носач Рјухо, и оборити један авион уз губитак 7 Авенџера. То је био први значајан успех за TBF-ове (којима је име Авенџер додељено у новембру 1941. године). Идућа битка је била она за Гвадалканал у новембру 1942. године када су марински и морнарички Авенџери помогли при потапању јапанског бојног крсташа Хиеи. Након стотине произведених примерака оригиналних TBF-1 авиона, са производњом је започела верзије TBF-1C са повећаним унутрашњим резервоараима за гориво, као и додатним подвешеним резервоарима, што му је удвостручило долет. До 1943. године Граман се почео пребацивати на производњу ловца  хелкет, док је производња Авенџера препуштена фирми „Истерн Еркрафт дивижон - Џенерал Моторс“. Њихови Авенџер су носили ознаку TBM. Средином 1944. године започела је производња верзије TBM-3, која је постала најбројнија верзија са око 4600 нових произведених примерака, иако је и већина старих Авенџер дочекала крај рата у служби. Упркос примарној улози напада бродова торпедима, Авенџери су успели потопити и око 30 подморница.
У јуну 1943. године будући председник САД Џорџ Х. В. Буш је постао најмлађи морнарички пилот тог времена. Док је летео на TBM-у из ескадриле VT-51 са пратећег носача Ју-ес-ес Сан Јакинто, његов VT-51 је оборен 2. септембар 1944. године изнад острва Чичиџима.
Још један познати пилот Авенџера је био глумац Пол Њумен, који је летео као задњи стрелац, јер није успео да прође обуку за пилота пошто је био далтониста. Њумен је служио на пратећем носачу УСС Холандија који је био удаљен око 500 km од Јапана када је авион Енола Геј испустио прву атомску бомбу на Хирошиму.
Авенџер је учествовао у потапању два јапанска супер бојна брода Мусаши и Јамато. Авенџер је користила и Краљевска морнарица Велике Британије у почетку под називом „Тарпон“, које је касније промењено у Авенџер. Прва 402 авиона под ознаком Авенџер Mk I, 334 Граман TBM-1 као Авенгер Mk II и 334 TBM-3 као Марк III. Уз САД и Велику Британију једини корисник Авенџера у Другом светском рату је био још само Нови Зеланд.
Након рата 100 морнаричких TBM-3E су 1953. године достављени Великој Британији у склопу заједничког одбрамбеног програма. На ове авионе је уграђивана британска опрема, па су заведени под ознаком „Авенџер AS.4“ испоручени у неколико ескадрила. Исти авиони су од 1954. године замењивани авионима „Фери ганет“ и прослеђени у резервне ескадриле. Преживели авиони су на ктају пребачени Француској морнарици током 1957—1958. године.
Један од главних послератних корисника Авенџера је била канадска краљевска морнарица која је добила 125 америчких TBM-3E почетком педесетих како би заменили застареле Фери Фајерфлај авионе. 98 канадских Авенџера је преиначено у против-подморничке авионе. Преиначени Авенџери су означени као AS.3. Одређени број ових авиона је касније опремљен великим детектором магнетних аномалија и означени као AS.3M. Ипак и у канадској морнарици су већ 1954. године AS.3 замењени са S-2 тракерима, док су Авенџери пребацивани у јединице за обуку и званично повучени у јуну 1960. године.

## Цивилна употреба
Многи Авенгер су успели да уђу у 21. век као противпожарни или авиони за запрашивање широм Северне Америке, поготово у канадској покрајини Њу Брансвик. Компанија „Форест Протечшон Лимитед“ (ФПЛ) из града Фредериктон, Њу Брансвик је некад поседовала и управљала највећом цивилном флотом Авенџера на свету. ФПЛ је почео користити Авенџере од 1958. године када су откупили 12 авиона типа TBM-3E од морнарице. Највећи број авиона био је у употреби 1971. године када су 43 Авенџер чинила њихову флоту. Компанија је продала 3 Авенџера 2004. године музејима и приватним колекционарима. Централ Њу Брансвик Вудменс музеј поседује Авенџер у својој збирци.] ФПЛов Авенгер који се срушио 1975. године у југозападном Њу Брансвику је касније обновљен од стране Атлантик Канада ејвијејшон музеја и тренутно је изложен у сталној поставци. Компанија ФПЛ још увек (2009. године) управља са 3 Авенџера, који су преправљени у противпожарне авионе и стационирани на аеродрому Мирамичи. Постоји још неколико авиона овог типа у приватним колекцијама широм света.

## Корисници
- Бразил
- Француска
- Јапан
- Канада
- Холандија
- Нови Зеланд
- Уједињено Краљевство
- САД
- Уругвај